# アナハイム・ダックス
アナハイム・ダックス（Anaheim Ducks）は、アメリカ合衆国カリフォルニア州アナハイムを本拠としているナショナルホッケーリーグ（NHL）所属のプロアイスホッケーチームである。
2005年までのチーム名はマイティダックス・オブ・アナハイム（アナハイム・マイティダックス）だった。

## 歴史

### 設立
このチームは1992年にウォルト・ディズニー・カンパニーによって設立された。チーム名は、アマチュア・ホッケーチームに属する若者達の奮闘を描いたディズニー映画のタイトル『The Mighty Ducks』（邦題：『飛べないアヒル』）にちなんで命名された（なお、伝統を重んじる保守的な立場からは、浅薄な名前であるとの批判もある）。ディズニー社は引き続き『マイティ・ダックス』と呼ばれるテレビアニメシリーズを製作し、擬人化されたアヒルで構成された虚構のチーム「マイティダックス・オブ・アナハイム」を登場させた。
1993年、設立後最初のドラフト抽選では、日系3世のポール・カリヤ (Paul Kariya) を第1巡目（全体では4番目）で指名。その後カリヤはキャプテンとして新興マイティダックスの大黒柱となり、チームを2003年のスタンレー・カップ決勝出場の栄光へと導く（カリヤはその後コロラド・アバランチへ移籍、ナッシュビル・プレデターズ～セントルイス・ブルースでプレーし2010-2011シーズン終了後引退）。

### カリヤ、セラニの「ダイナミック・デュオ」時代

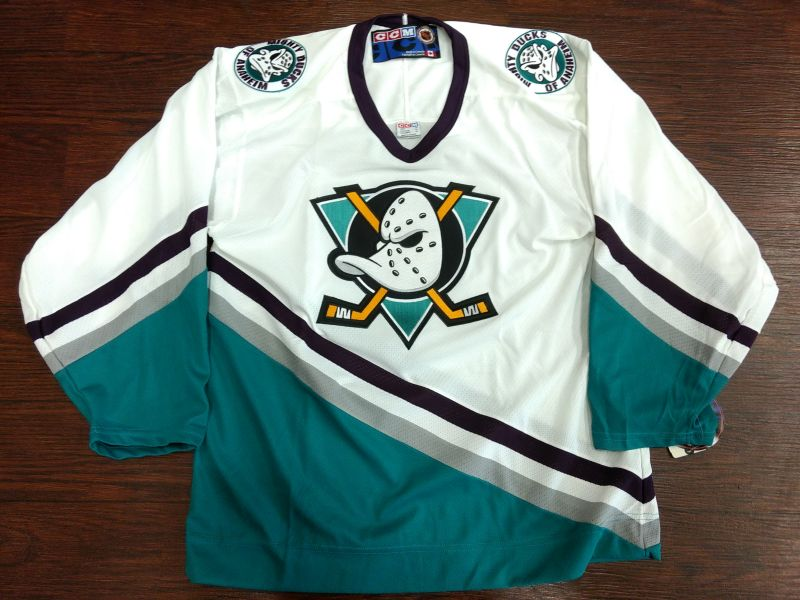
ホームゲーム用ジャージ（初代）。アウェイ用はベース色が白から紺色に変わる。サプライヤーはCCM(KOHO),Starter,Nike,ProPayer。

1996年2月、シーズン途中でウイニペグ・ジェッツとの大型トレードでティーム・セラニを獲得。これによりカリヤ、セラニという当時のNHLを代表する強力な攻撃ライン「ダイナミック・デュオ」を持つようになった。また、カリヤはこのシーズンからアナハイムのキャプテンとしてもチームを引っ張っていく。
1996-1997シーズン、マイティ・ダックスは初のプレーオフ進出を果す。1997年プレーオフ1回戦でフェニックス・コヨーテズを4勝3敗で下すものの、準決勝でデトロイト・レッドウィングスの前に敗れ去った。
長野オリンピックを控えた1997-1998シーズンは日本でバンクーバー・カナックスを相手に開幕戦を行う（1997年10月、東京代々木第一体育館）。カリヤは契約のこじれから開幕戦から12月まで出場ができず、復帰後の翌年2月には試合中に激しいチェックを受け負傷、そのままシーズンを終えることとなる。アナハイムはそのあおりをくらい1998年のプレーオフ出場を逃す。
1998-1999シーズンは新しいヘッドコーチの下でウエスタン・カンファレンス6位に滑り込み1999年プレーオフ出場。しかし1回戦でデトロイト・レッドウィングスの前にまたしても敗れ去った。
1999-2000シーズンはプレーオフ圏内のサンノゼ・シャークスまで4Pと迫りながら上に行くことができずプレーオフ出場を逃す。
2000-2001年もシーズン途中にHCを解雇するなど低空飛行は変わらずウエスタン・カンファレンス最下位に沈み早々にシーズンが終わることとなる。このシーズン終了後、主力のひとりであるティーム・セラニがトレードでサンノゼ・シャークスにり移籍、アナハイムから離れることになりカリヤとのダイナミック・デュオは解散となった。

### 初のスタンレー・カップ決勝へ出場へ
2001-2002シーズンはセラニが去ったチームでカリヤが奮闘するもパシフィック・デイビジョン最下位、ウエスタン・カンファレンス全体でも15チーム中13位という結果で早々にシーズンが終わる。
2002-2003シーズンはマイティダックスでのチーム史上最も華々しい活躍を見せた年であった。シーズン途中でカルガリー・フレームズからロブ・ニーダーマイヤーを獲得し戦力を増強、レギュラーシーズンが進むほどしり上がりに調子を上げレギュラーシーズン終了時95Pを獲得しウエスタン・カンファレンス7位で2003年プレーオフ出場を果たす。プレーオフ1回戦で前年度のスタンレー・カップ覇者デトロイト・レッドウィングスをなんと4-0のスイープで撃破、対戦前の下馬評を覆し周囲を驚かせる。続く準決勝でダラス・スターズ、ウェスタン・カンファレンス決勝でミネソタ・ワイルドを相次いで下し初のカンファレンス優勝を達成しスタンレー・カップ決勝に進出する。スタンレー・カップ決勝では第7戦までもつれ込んだがニュージャージー・デビルスの前に涙を飲んだ。プレーオフで活躍したゴーリーのジャン＝セバスチャン・ジゲール (Jean-Sebastien Giguere) がスタンレー・カップ準優勝チームからとして初のコーン・スマイス賞を獲得した。

### ポスト・カリヤ時代と「マイティダックス」の終焉
2003-2004シーズンを控えた2003年夏、アナハイムに衝撃が走る。残留と思われたポール・カリヤがFAでコロラド・アバランチへの移籍が決まる。セルゲイ・フェドロフ、ヴァーツラフ・プロスパルの加入、先シーズンのコーン・スマイス賞受賞ゴーリー、ジゲールの活躍はあったもののカリヤの抜けた穴はあまりにも大きく去年のような勢いは消滅、ウエスタン・カンファレンス12位でプレーオフ出場ならずシーズンを終える。また、このシーズンからマイティダックスの親会社であるディズニーがチームを手放すのではないかという身売りの話題が持ち上がり始める。
2004年から2005年のNHLロックアウトを経て2005年8月、ダックスはスーパースターのスコット・ニーダーマイヤー (Scott Niedermayer)を獲得した。所属していたニュージャージー・デビルスは労使交渉を経て2005年に設置されたサラリーキャップ内での、提示できる最大額を提示したが、弟のロブ (Rob)がダックスに所属していたので「Robと一緒にプレーしたい」ということで、デビルスに比べ条件の悪いダックスの提示に同意した。キャプテンが決まっていなかったダックスは即彼をキャプテンに指名した。同じくこの月にはニーダマイヤーの獲得のほかにもうひとつアナハイムを喜ばせる事件が起きる。かつてのアナハイムの主力のひとり、ティーム・セラニのアナハイム復帰が発表された。2005-2006シーズンは上記の補強に加え新人のライアン・ゲツラフ、コリー・ペリーとダスティン・ペナーの通称「キッド・ライン」の活躍もありウエスタン・カンファレンス6位で2006年プレイオフの出場を果たす。2006年プレーオフでは1回戦では第7戦までもつれながらカルガリー・フレームズを撃破、準決勝ではコロラド・アバランチをスイープで勝ちあがり久々のカンファレンス・ファイナルへ進むがカンファレンス・ファイナルではエドモントン・オイラーズに1-4で敗れスタンレーカップ決勝へは進めず。しかし来シーズンに期待が持てるチームになりつつあるのを実感したシーズンとなった。
また2005年2月に、ブロードコム社の共同創業者でありカリフォルニア州アーバイン在住のヘンリー・サミュエリ (Henry Samueli) が、チームをウォルト・ディズニー・カンパニーから買収する契約に調印。身売りの噂は真実のものとなりディズニーはこれで野球のアナハイム・エンゼルスに引き続きアナハイム・マイティダックスも手放してプロスポーツの運営から撤退した。新オーナーのサミュエリは買収にあたり、アナハイムからのチーム移転を否定、マイティダックスのアナハイム残留が決まった。

### 新生ダックスの誕生、そして初のスタンレーカップ獲得へ

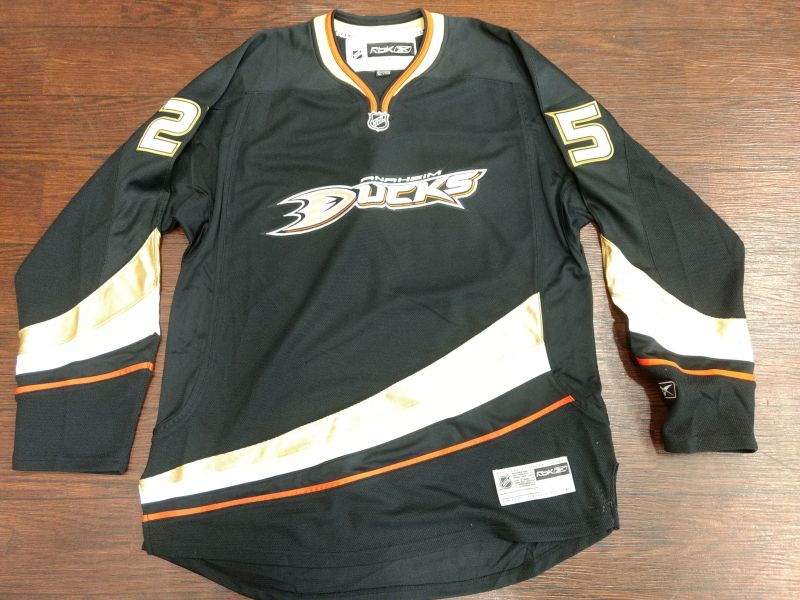
ホームゲーム用ジャージ(2代目)。アウェイ用はベース色が黒から白に変わる。2013-2014シーズンまで使用。メーカーはCCM(~2007),Reebok(2007~)。

2006-2007シーズンよりアナハイム・ダックスとチーム名を変更することを発表した。それに伴い、チームカラー及びチームロゴ、ユニフォームが変更された。
チームカラー及びチームロゴ、ユニフォームが変更して1年目のシーズンである2006-2007シーズンは先シーズンの好調を持続し、終わってみればレギュラーシーズンのチーム新記録の110Pを達成、ウエスタン・カンファレンス2位でプレーオフへ進む。2007年プレーオフは1回戦でミネソタ・ワイルド、準決勝ではバンクーバー・カナックスを共に4-1撃破、カンファレンス・ファイナルでは長年の「宿敵」であるデトロイト・レッドウイングスと対戦するが4-2で退け2度目のカンファレンス優勝を果たす。そしてスタンレー・カップ決勝ではオタワ・セネターズと対戦、4勝1敗でセネターズを退け、チーム史上初のスタンレーカップ獲得を果たした。プレーオフMVPに与えられるコーン・スマイス賞をスコット・ニーダーマイヤーが獲得した。

### 転換期
2007-08シーズンを前にしてスコット・ニーダーマイヤーと、前年のチーム得点王のティーム・セラニ (Teemu Selanne)は引退をほのめかしたが、お互いに現役続行を決断、最終的な復帰は二人とも年が変わってからとなった。主将抜きのチームは、2006年にトレードで獲得したクリス・プロンガー (Chris Pronger)を主将に任命しウエスタン・カンファレンス3位でレギュラーシーズンを終了する。第4シードで、ディフェンディングチャンピオンとして挑んだ2008年プレーオフでは1回戦でダラス・スターズに敗退した。
2008-2009年はウエスタン・カンファレンス8位とぎりぎりでプレーオフ出場権を獲得するも、2009年プレーオフは準決勝敗退で終わる。
2009-2010シーズンの前にアナハイムはロブ・ニーダーマイヤーやクリス・プロンガーなどスタンレー・カップ奪取の主力を放出。またシーズン中に長年アナハイムのゴールを守ったジゲールもﾄレードで放出、ウエスタン・カンファレンス11位で終わり2010年プレーオフ出場を逃す。またこの2009-2010シーズンを最後にスコット・ニーダーマイヤーが引退しクラブのフロント入りをする。新生ダックスのひとつの時代の終わりを感じさせた。

### ゲツラフ、ペリーの新ダイナミックデュオの時代
スコット・ニーダーマイヤー引退後の2010-2011シーズンはライアン・ゲツラフがキャプテンに就任、ゲツラフ、ペリー、セラニやゴーリーのヨナス・ヒラーの活躍もありウエスタン・カンファレンス5位で2011年プレイオフ出場を果たす（2011年プレーオフはナッシュビル・プレデターズに1回戦敗退）。このシーズンは特にコリー・ペリーの活躍が際立った年で1998-1999シーズンのティーム・セラニに続くチーム2人目のモーリス・ロケット・リシャール賞（シーズン得点王）を達成、さらにチームから初のハート記念賞 も獲得した。
2011-2012シーズンを直前に控えた9月、アナハイムに悲報が届く。2003年スタンレー・カップ準優勝のメンバーであるルスラン・サレイがロシアで飛行機事故に巻き込まれこの世を去ってしまう（ヤロスラヴリ旅客機墜落事故）。アナハイムはこのシーズン、サレイの背番号「24」のパッチをジャージに付けシーズンを戦った。2011-2012シーズンはシーズンが始まってすぐの12月にそれまでマイティダックス時代から7シーズンに渡って指揮をしていたランディ・カーライルからブルース・ブードローにヘッドコーチをスイッチ。ゲツラフ、ペリー、ボビー・ライアンという去年同様強力なフロントラインも持ちながらチーム成績は去年の好成績が嘘のように下位を低迷、チーム成績は2009-2010シーズンを下回るロックアウト以後最低のウエスタン・カンファレンス13位でシーズンを終えた。
2012年9月、NHLは新労使協定締結を目指していたオーナー側と選手側の交渉が決裂し、2度目のロックアウトが発生。2013年1月12日にロックアウトが終結し、1月19日より開幕、2012-2013シーズンはレギュラーシーズンは48試合のみとなった（イースタン・カンファレンスのチームとの対戦はなく、ウエスタン・カンファレンスのチームとの対戦のみ）。アナハイムはスタンレー・カップ獲得の2006-2007シーズン以来2度目のパシフィック・ディビジョン優勝。2013プレーオフでは期待が掛ったが1回戦でデトロイト・レッドウイングスと対戦、第5戦終了時3勝2敗で準決勝進出までとあと一歩とリードしながら結局デトロイトにひっくり返されてトータル3勝4敗で1回戦で敗退した。
2013-2014シーズンを控えた2013年8月、ティーム・セラニの今季限りからの引退が発表された。またこのシーズンはチーム創設20周年の節目となり記念パッチを付けて戦うこともアナウンスされた。シーズン前にボビー・ライアンを放出したもののFAで2006-2007シーズンにゲツラフ、ペリーと「キッド・ライン」を組んでいたダスティン・ペナーがアナハイムに復帰（しかしシーズン終盤でボストン・ブルーインズに放出）、ゴーリーのヨナス・ヒラーと新人ゴーリーのフレデリック・アンデルセンの活躍もありレギュラーシーズン終了時にはプレジデンス・トロフィー獲得のボストン・ブルーインズまであと1Pに迫る116Pを獲得。パシフィック・ディビジョン2年連続優勝、ウエスタン・カンファレンス1位のスタンレーカップ優勝候補として2014プレーオフへ進む。プレーオフ1回戦はダラス・スターズを4勝2敗で下し準決勝はロサンゼルス・キングスと対戦。最終戦7戦までもつれたが3勝4敗で準決勝敗退、同時にティーム・セラニの現役生活にピリオドを打つ形となった。

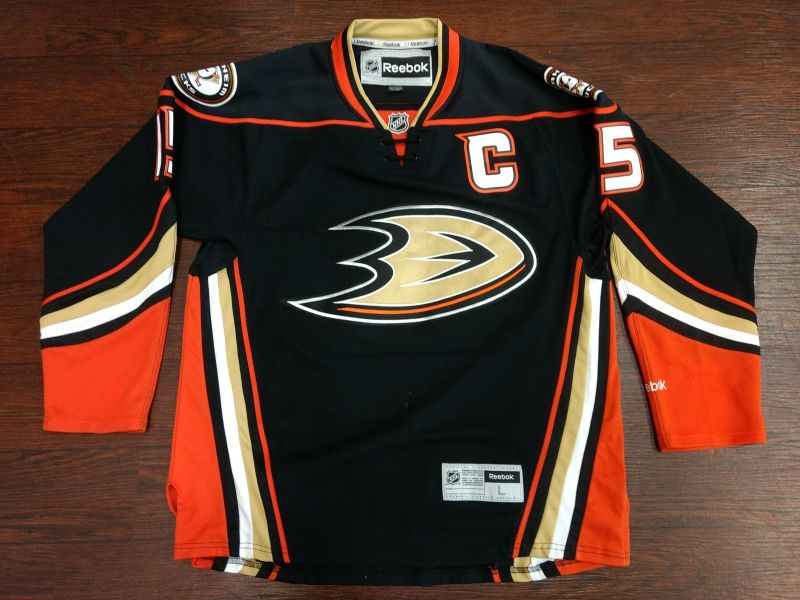
ホームゲーム用ジャージ(3代目)。アウェイ用はベース色が黒から白に変わる。2014-2015シーズンから使用。メーカーはReebok。

2014-2015シーズンから2度目のユニフォームのデザイン変更。終始先シーズンの好調を維持し、またシーズン前にバンクーバー・カナックスから加入したライアン・ケスラーの戦力補強も功を奏し109Pでレギュラーシーズン終える。パシフィック・ディビジョン3年連続優勝、去年に引き続きウエスタン・カンファレンス1位で2015プレーオフへ進んだ。2015プレーオフでは一回戦でウイニペグ・ジェッツを4勝負けなしの「スイープ」達成、準決勝のカルガリー・フレームズを4勝1敗で下しカンファレンス・ファイナルへ進出する。カンファレンス・ファイナルではシカゴ・ブラックホークスに第5戦終了時3勝2敗としスタンレー・カップ決勝進出までとあと一歩とリードしながら7戦までもつれ込み結局シカゴにひっくり返されトータル3勝4敗で敗退した。
パシフィック・ディビジョン3年連続優勝という実績、また主だった戦力の離脱もなく2015-2016シーズンはメディアや評論家からスタンレー・カップ王者の大本命と評価された。しかしシーズンが始まってみると極端な得点不足に陥り11月にはNHL全チーム最下位タイにまで成績が落ち込む。ところがクリスマス休養期間後まるで別のチームになった様にダックスは攻撃陣が機能し始め、1月～3月には6連勝、11連勝（11連勝はチーム記録）と一気に勝ち点を積み重ねパシフィック・ディビジョンの首位争いに加わる。ロサンゼルス・キングス、サンノゼ・シャークスと三つ巴の首位争いは最後までもつれたが、ダックスがレギュラーシーズン最終戦の82試合目でパシフィック・ディビジョン4連覇を決めた。ウェスタン・カンファレンス4位で進出した。2016プレーオフは1回戦でナッシュビル・プレデターズと対戦、第7戦までもつれたが1-2で試合を落とし、トータル3勝4敗で1回戦で敗退した。シーズン終了後、5シーズンに渡りダックスを指揮していたブルース・ブードローを解任。
2016-17シーズンからは2007年にダックスをスタンレーカップ王者へ導いたランディ・カーライルが再びチームの指揮に。シーズン前に来季のラスベガス新チームによるエクスパンションドラフト対策の為先期までメインGKの一人であったアンデルセンを放出、ジョン・ギブソンをメインGKに据えた。先期同様パシフィック・ディビジョンは最終戦まで首位争いがもつれる接戦となり、ダックスはシーズン中メインGKジョン・ギブソンの負傷欠場などあったがバックアップGKのジョナサン・ベルニエがカバー、またチーム生え抜きのFWリカード・ラケルなどの新勢力の台頭も光りダックスが最終戦でパシフィック・ディビジョン5連覇、プレーオフへの進出を決めた。
プレーオフでは1stラウンドでカルガリー・フレイムスを4勝スイープで打破、2ndラウンドでエドモントン・オイラーズを4勝3敗で勝ち抜けたが、セミファイナルでナッシュビル・プレデターズに2勝4敗で屈しセミファイナルで敗退した。
2017-18シーズンからゲームジャージがリーボックからアディダスに変更、同時に襟周りのデザインの変更が入った。このシーズンは当初から軒並みFW陣が怪我による離脱で成績は低迷、15-16シーズンのような得点不足に喘ぐリーグ最下部から抜け出せないスロースタート。特にケスラー、ゲツラフ、ラケルという主力センタープレーヤーが同時に戦線離脱の緊急事態に陥り、チームはシーズン途中急遽DFリーダーのサミ・バタネンを放出せざるを得ない状況に陥る。主力がほぼ復帰した1月ごろから成績が上向き始め、徐々にプレーオフ圏内へ。最終盤はプレーオフ進出へキングスとの猛烈なデットヒートに。Div3位を巡っての争いをしていたが最終盤にシャークスの失速により最終試合でDiv2位に繰り上がりレギュラーシーズンを終終える。プレーオフではナッシュビル・プレデターズに４連敗の「スイープ」を喫し初戦敗退した。

旧マイティダックスからチーム設立25周年となった2018-19シーズンは往年の名選手カリヤ、ニーダーマイヤーの永久欠番イベントや記念3rdジャージ着用など25周年イベント目白押しのシーズンとなったが肝心の成績は全く振るわないシーズンとなった。シーズン序盤から怪我による選手離脱とそこから来る得点不足に喘いた（チームの総シーズン得点は199ゴールとリーグ31チーム中最下位）。シーズン中に12連敗を喫し不名誉なチーム新記録を樹立するなどシーズンが進んでもチーム状態は一向に上向かずシーズン途中でヘッドコーチのランディ・カーライルを解任。結果ディジョン6位で終わりプレイオフ進出を逃す。シーズン終了後に長年にわたりチームを支えてきたコーリー・ペリーを放出（後にダラス・スターズにへ移籍）、ゲツラフ・ペリーの時代が終焉となった。

### ゲツラフ・ペリー時代の終焉後と、新型コロナ禍中のNHLとアナハイムダックス
2019-2020シーズンは配下チームであるAHLサンディエゴ・ガルスで指揮を執っていたダラス・イーキンスをヘッドコーチに招く。コーリー・ペリーの放出やライアン・ケスラーのシーズン通しての欠場（股関節の手術、治療のため）など、戦力の更なるに悪化に苦しみシーズン通し得点力不足に泣き下位に低迷。シーズン途中より北米圏内のコロナウイルス感染が爆発的に拡大したため、ダックスは71試合消化時点でレギュラーシーズンが中断、後に打ち切りとなった。特殊ルールで行われるプレーオフ（シーズンは勝ち点獲得率上位24位がプレーオフ進出）には27位で進出ならず。
2020-2021シーズンはNHLのリーグ運営自体が新型コロナウイルスにより大幅に変更された。試合数が各チーム56試合に縮小、ディビジョンもウエスト～セントラル～イースト～ノースの4ディビジョンに再編されアナハイムはウエストディビジョンに編入された。ホームゲームの入場観客数は序盤は無観客、途中から1700人に制限されるなといろいろな制約も課せられたシーズンとなった。シーズン初戦が1/14と例年よりかなり遅いスタートとなりマックス・コントワや今季新加入のトレバー・ゼグラスなどの若手の活躍も見られたが、ここ数年続いている得点不足（特にシーズンチーム総ゴール126はこのシーズンのリーグ最下位）は今季も変わらず序盤から負けが先行し5/8の最終戦でレギュラーシーズン終了。シーズン僅か17勝に留まりディビジョン最下位、リーグ全体でも31チーム中30位とプレーオフ進出ならず終始低迷したシーズンとなった。
2021-2022シーズンをもってアナハイムのキャプテンを務めてたライアン・ゲツラフが引退。またこのシーズンはＧＭのボブ・マレーがハラスメントによりチームを去ることとなった。このシーズン、チームは序盤はいいスタートダッシュを決めて一時ディビジョン首位にまで上り詰めたがその後低迷しプレイオフ出場叶わず。

## シーズン別の成績

### マイティダックス・オブ・アナハイム時代（1993-2006）
| 年      | GP | W  | L  | T  | OL | GF  | GA  | PTS | 最終順位        | プレイオフ                       |
| 1993-94 | 84 | 33 | 46 | 5  | -  | 229 | 251 | 71  | パシフィック4位 | 不参加                           |
| 1994-95 | 48 | 16 | 27 | 5  | -  | 125 | 164 | 37  | パシフィック6位 | 不参加                           |
| 1995-96 | 82 | 35 | 39 | 8  | -  | 234 | 247 | 78  | パシフィック4位 | 不参加                           |
| 1996-97 | 82 | 36 | 33 | 13 | -  | 243 | 233 | 85  | パシフィック2位 | カンファレンス準決勝敗退 (DET)   |
| 1997-98 | 82 | 26 | 43 | 13 | -  | 205 | 261 | 65  | パシフィック6位 | 不参加                           |
| 1998-99 | 82 | 35 | 34 | 13 | -  | 215 | 206 | 83  | パシフィック3位 | カンファレンス準々決勝敗退 (DET) |
| 1999-00 | 82 | 34 | 33 | 12 | 3  | 217 | 227 | 83  | パシフィック5位 | 不参加                           |
| 2000-01 | 82 | 25 | 41 | 11 | 5  | 188 | 245 | 66  | パシフィック5位 | 不参加                           |
| 2001-02 | 82 | 29 | 42 | 8  | 3  | 175 | 198 | 69  | パシフィック5位 | 不参加                           |
| 2002-03 | 82 | 40 | 27 | 9  | 6  | 203 | 193 | 95  | パシフィック2位 | スタンレー・カップ決勝敗退 (NJ)  |
| 2003-04 | 82 | 29 | 35 | 10 | 8  | 184 | 213 | 76  | パシフィック4位 | 不参加                           |
| 2005-06 | 82 | 43 | 27 | -  | 12 | 254 | 229 | 98  | パシフィック3位 | カンファレンス決勝敗退 (EDM)     |

### アナハイム・ダックス時代（2006-）
| 年      | GP | W  | L  | OL | GF  | GA  | PTS | 最終順位        | プレイオフ                         |  |
| 2006-07 | 82 | 48 | 20 | 14 | 258 | 208 | 110 | パシフィック1位 | スタンレー・カップ獲得             |  |
| 2007-08 | 82 | 47 | 27 | 8  | 205 | 191 | 102 | パシフィック2位 | カンファレンス準々決勝敗退 (DAL)   |  |
| 2008-09 | 82 | 42 | 33 | 7  | 245 | 238 | 91  | パシフィック2位 | カンファレンス準決勝敗退 (DET)     |  |
| 2009-10 | 82 | 39 | 32 | 11 | 238 | 251 | 89  | パシフィック4位 | 不参加                             |  |
| 2010-11 | 82 | 47 | 30 | 5  | 239 | 235 | 99  | パシフィック4位 | カンファレンス準々決勝敗退 (NSH)   |  |
| 2011-12 | 82 | 34 | 36 | 12 | 204 | 231 | 80  | パシフィック5位 | 不参加                             |  |
| 2012-13 | 48 | 30 | 12 | 6  | 140 | 118 | 66  | パシフィック1位 | カンファレンス準々決勝敗退 (DET)   |  |
| 2013-14 | 82 | 54 | 20 | 8  | 263 | 207 | 116 | パシフィック1位 | カンファレンス準決勝敗退 (LAK)     |  |
| 2014-15 | 82 | 51 | 24 | 7  | 228 | 221 | 109 | パシフィック1位 | カンファレンス決勝敗退(CHI)        |  |
| 2015-16 | 82 | 46 | 25 | 11 | 218 | 192 | 103 | パシフィック1位 | カンファレンス準々決勝敗退 (NSH)   |  |
| 2016-17 | 82 | 46 | 23 | 13 | 223 | 200 | 105 | パシフィック1位 | カンファレンス準決勝敗退 (NSH)     |  |
| 2017-18 | 82 | 44 | 25 | 13 | 235 | 216 | 101 | パシフィック2位 | カンファレンス準々決勝敗退(NSH)    |  |
| 2018-19 | 82 | 35 | 37 | 10 | 199 | 251 | 80  | パシフィック6位 | 不参加                             |  |
| 2019-20 | 71 | 29 | 33 | 9  | 187 | 226 | 67  | パシフィック6位 | 不参加（シーズン勝ち点獲得率27位） |  |
| 2020-21 | 56 | 17 | 30 | 9  | 126 | 179 | 43  | ウエスト8位     | 不参加                             |  |
| 2021-22 | 82 | 31 | 37 | 14 | 232 | 271 | 76  | パシフィック7位 | 不参加                             |  |

## スタンレーカップ戦績

### 優勝
2007 (vsオタワ・セネターズ　4勝1敗)

### 準優勝
2003(vsニュージャージー・デビルス　3勝4敗)

## 永久欠番
- #8 ティーム・セラニ(RW　1996-2001、2005-2014　2014年引退）
2015年1月11日　アナハイム、ホンダセンターでの対ウイニペグ・ジェッツ戦において引退セレモニーが行われた。
ウイニペグ・ジェッツはティーム・セラニがNHLデビューを果たした最初のチームでもある。
- #9 ポール・カリヤ(LW　1996-2003　2010年引退)
引退セレモニーは2018年10月21日にホンダセンターでの対バッファロー・セイバーズ戦で行われた。
- #27 スコット・ニーダーマイヤー(D　2005-2010　2010年引退)
引退セレモニーは2019年2月17日にホンダセンターでの対ワシントン・キャピタルズ戦で行われた。

## 殿堂入りプレーヤー
アナハイム・ダックス（マイティダックス時代含む）でプレーをしていた「ホッケーの殿堂」入りプレーヤー。
- ヤリ・クリ（LW　1996-1997在籍　2003年殿堂入り）
- アダム・オーツ（C　2002-2003在籍　2012年殿堂入り）
- スコット・ニーダーマイヤー（D　2005-2010在籍　2013年殿堂入り）
- セルゲイ・フェドロフ（C　2003-2005在籍　2015年殿堂入り）
- クリス・プロンガー（D　2006-2007在籍　2015年殿堂入り）
- ポール・カリヤ（LW　1994-2003在籍　2017年殿堂入り）
- ティーム・セラニ（RW　1996-2001 2005-2014在籍　2017年殿堂入り）

## 歴代キャプテン
（マイティダックス・オブ・アナハイム時代）
- 1993-　トロイ・ローニー
- 1994-　ランディ・ラドスール
- 1996-　ポール・カリヤ
- 1998-　ティーム・セラニ
- 1999-　ポール・カリヤ
- 2003-　スティーブ・ルチン
- 2005-　スコット・ニーダーマイヤー

（以降アナハイム・ダックス時代）
- 2007-　クリス・プロンガー
- 2008-　スコット・ニーダーマイヤー
- 2010-　ライアン・ゲツラフ
- 2022-

## 歴代ヘッドコーチ
（マイティダックス・オブ・アナハイム時代）
- 1993-　ロニー・ウィルソン
- 1997-　ピエール・パジェ
- 1998-　クレイグ・ハーツバーグ
- 2000-　ギィ・シャロン
- 2001-　ブライアン・マレー
- 2002-　マイク・バブコック
- 2005-　ランディ・カーライル

（以降アナハイム・ダックス時代）
- 2011-　ブルース・ブードロー
- 2016-　ランディ・カーライル
- 2019　ボブ・マレー（暫定）
- 2019-　ダラス・イーキンス